# Список пещер Азербайджана

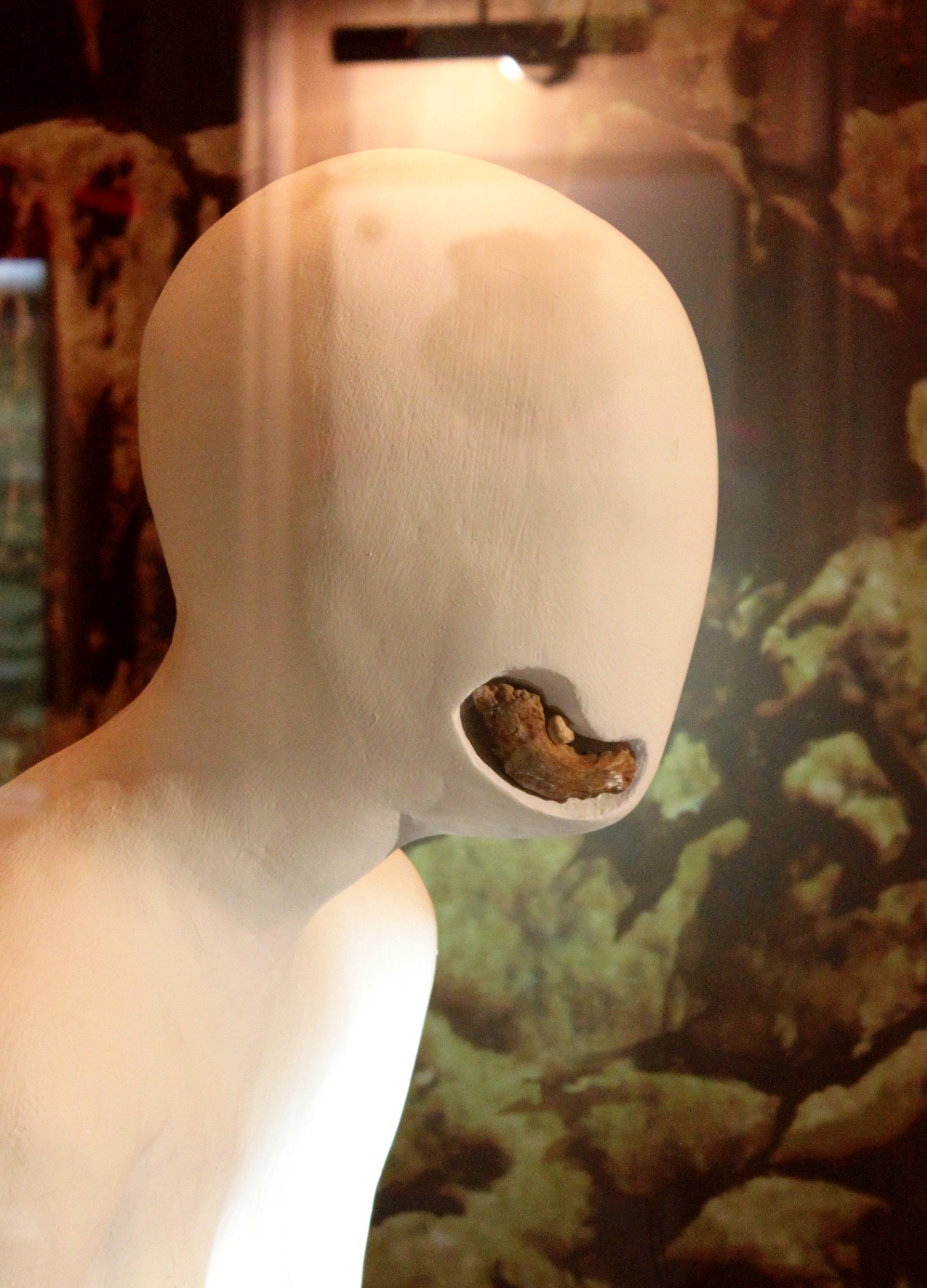
Челюсть азыхантропа из пещеры Азых, Азербайджан.

На территории Азербайджана расположено достаточно большое количество пещер, что является следствием эрозии и высокой вулканической активности в данном регионе раннее.
Среди азербайджанских  пещер наибольшую известность приобрела пещера Азых, в ходе археологических раскопок было обнаружено два мустьерских (ассоциируемых с неандертальцами) и два ашельских культурных слоя. Верхний ашельский слой содержит рубила, грубые скребла, остроконечники, нижний слой более архаичен.

## Список пещер Азербайджана
Ниже представлен список некоторых пещер Азербайджана.
| Название пещеры   | Оригинальное название | Местоположение       |
| ----------------- | --------------------- | -------------------- |
| Алларская пещера  | Allar mağarası        | Ярдымлинский район   |
| Асхаб-Уль-Кахф    | Əshab-ül Kəhf         | Бабекский район      |
| Бузеирская пещера | Büzeyir mağarası      | Лерикский район      |
| Зарская пещера    | Zar mağarası          | Кельбаджарский район |
| Килитская пещера  | Kilit mağarası        | Ордубадский район    |
| Тагларская пещера | Tağlar mağarası       | Ходжавендский район  |
| Шишгюзей          | Şiş Quzey             | Товузский район      |
| Шушинская пещера  | Şuşa mağarası         | Шушинский район      |

## Список пещерных комплексов Азербайджана
Ниже представлен список некоторых пещерных комплексов Азербайджана.
| Название пещеры | Оригинальное название | Местоположение      |
| --------------- | --------------------- | ------------------- |
| Азыхская пещера | Azıx mağarası         | Ходжавендский район |
| Дамджылы        | Damcılı mağarası      | Газахский район     |
| Даш Салахли     | Daş Salahlı mağarası  | Газахский район     |
| Хадикаиб        | Hadiqaib mağarası     | Шарурский район     |
| Уган            | Uğan mağarası         | Огузский район      |
| Маразы          | Mərəzə mağarası       | Гобустанский район  |
| Ханская пещера  | Xan mağarası          | Шушинский район     |

## Галерея

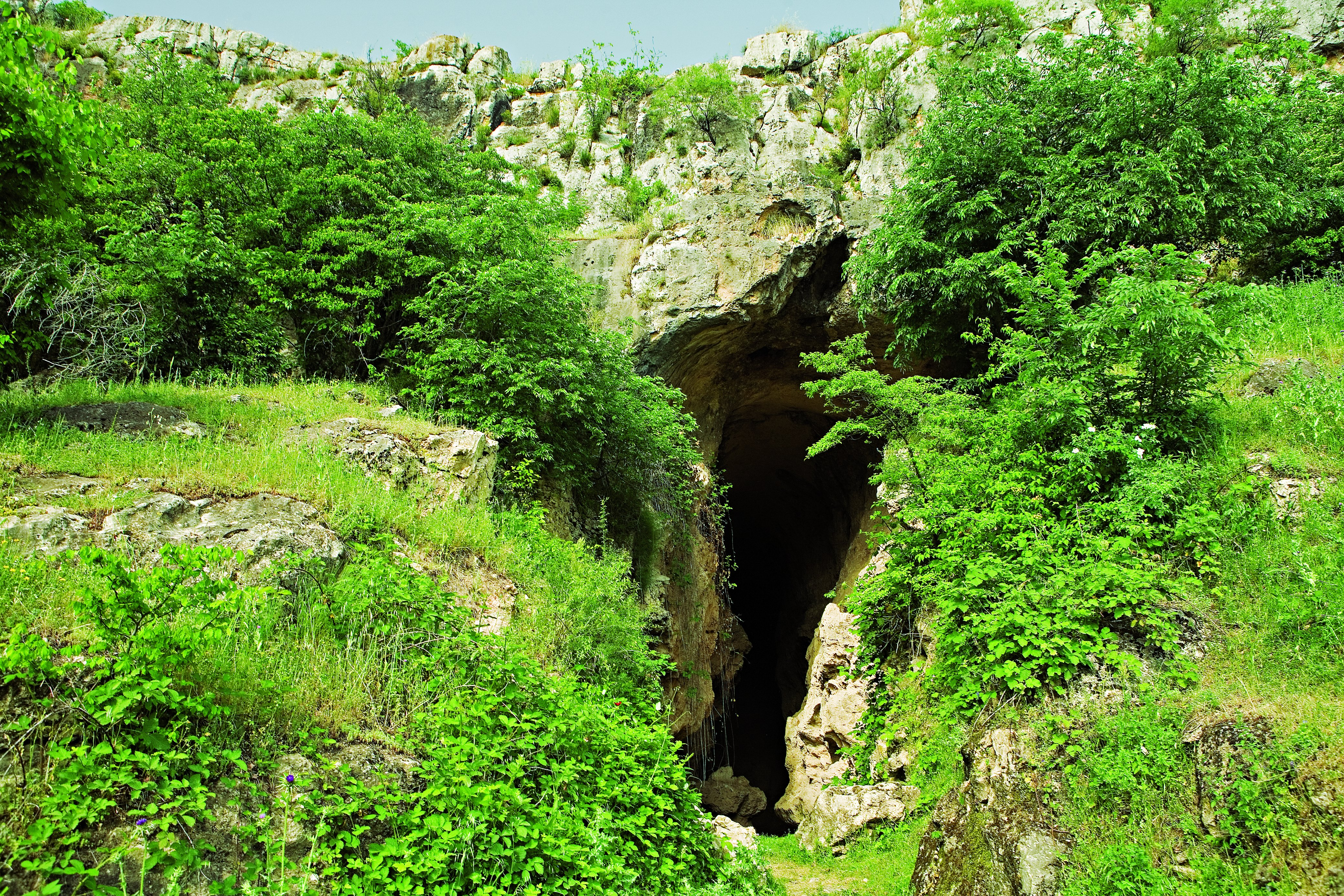
Азыхская пещера
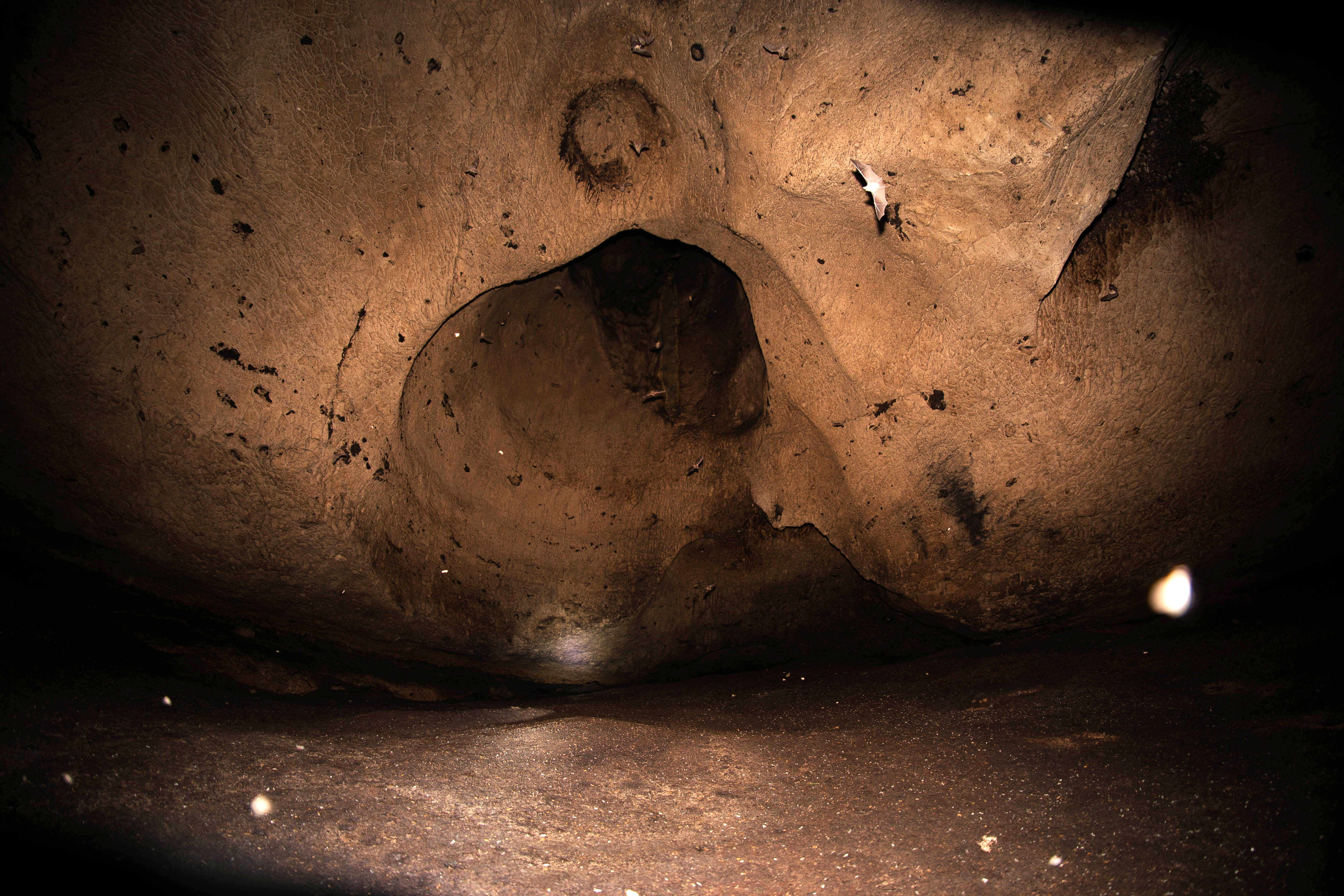
Азыхская пещера
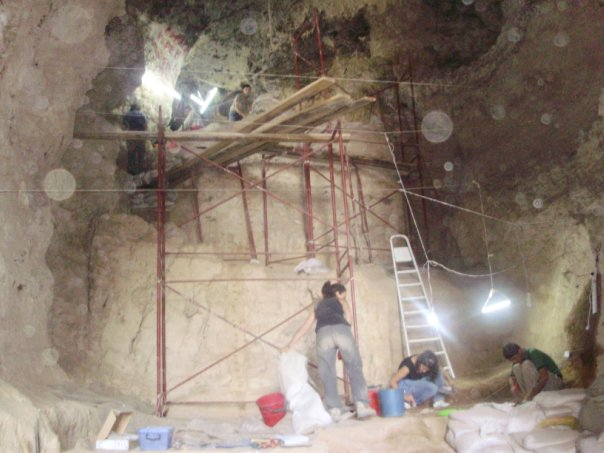
Археологические раскопки в Азыхской пещере в 2009 году
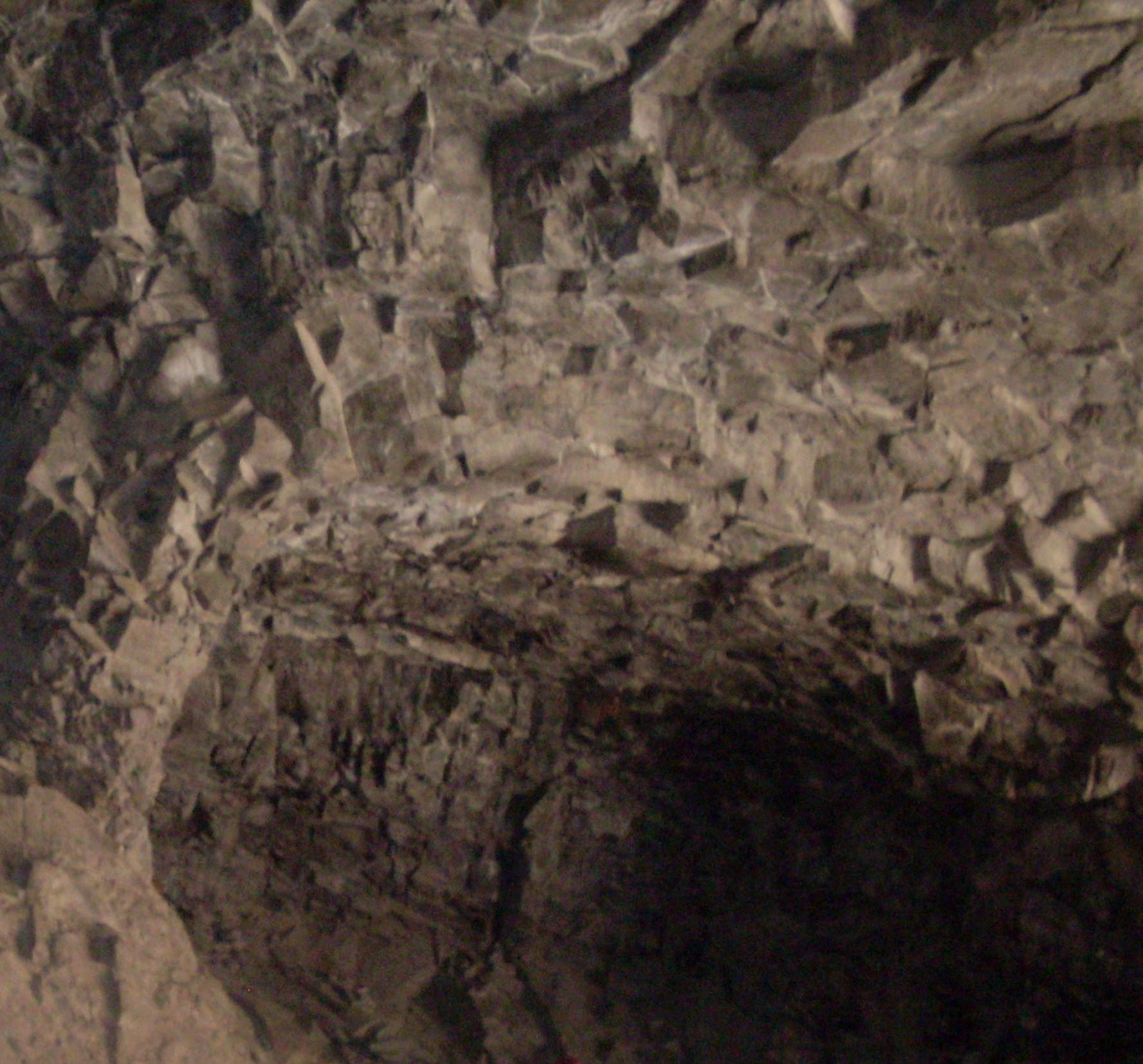
Пещера Асхаб-Уль-Кахф
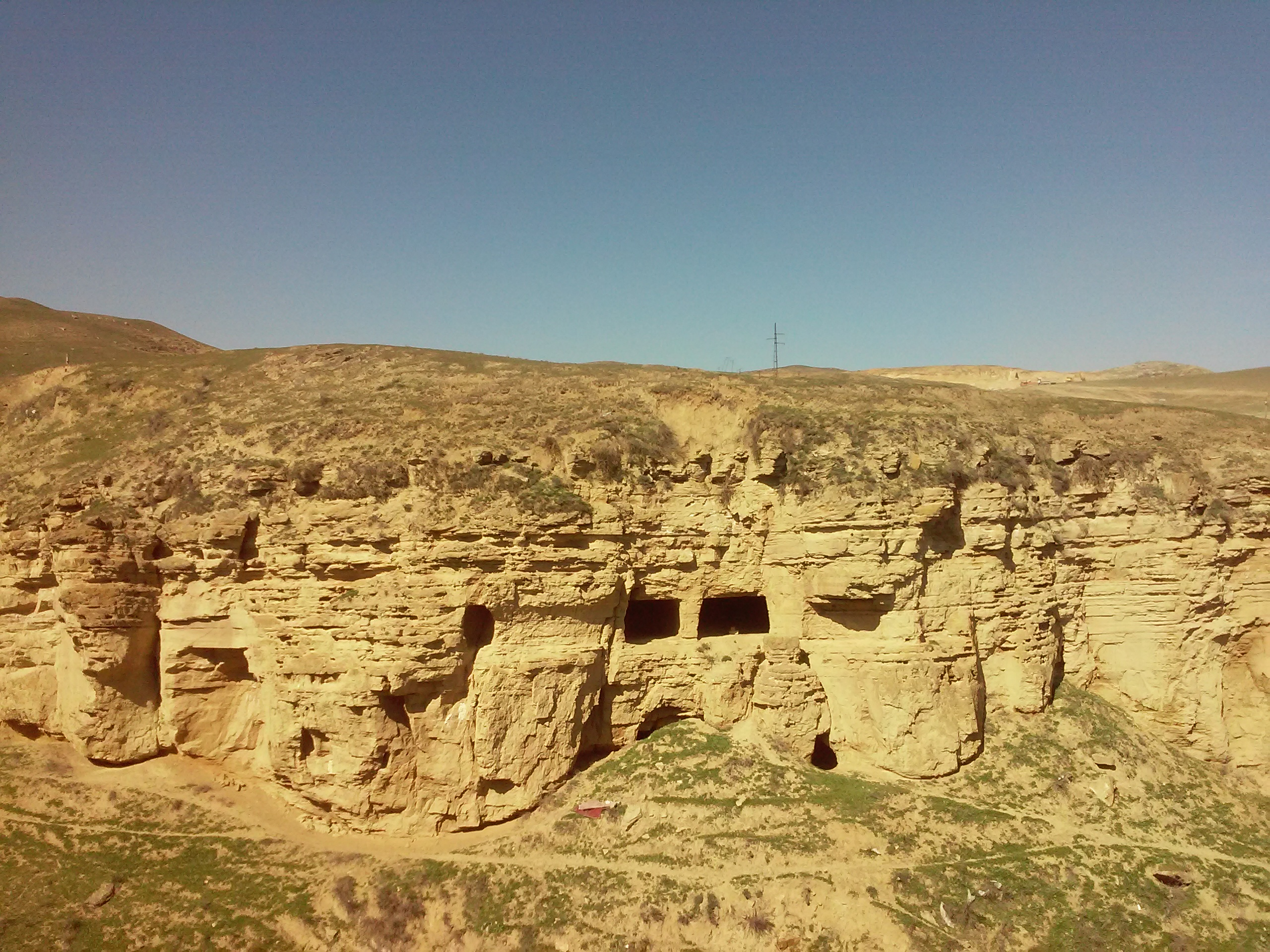
Пещера Маразы
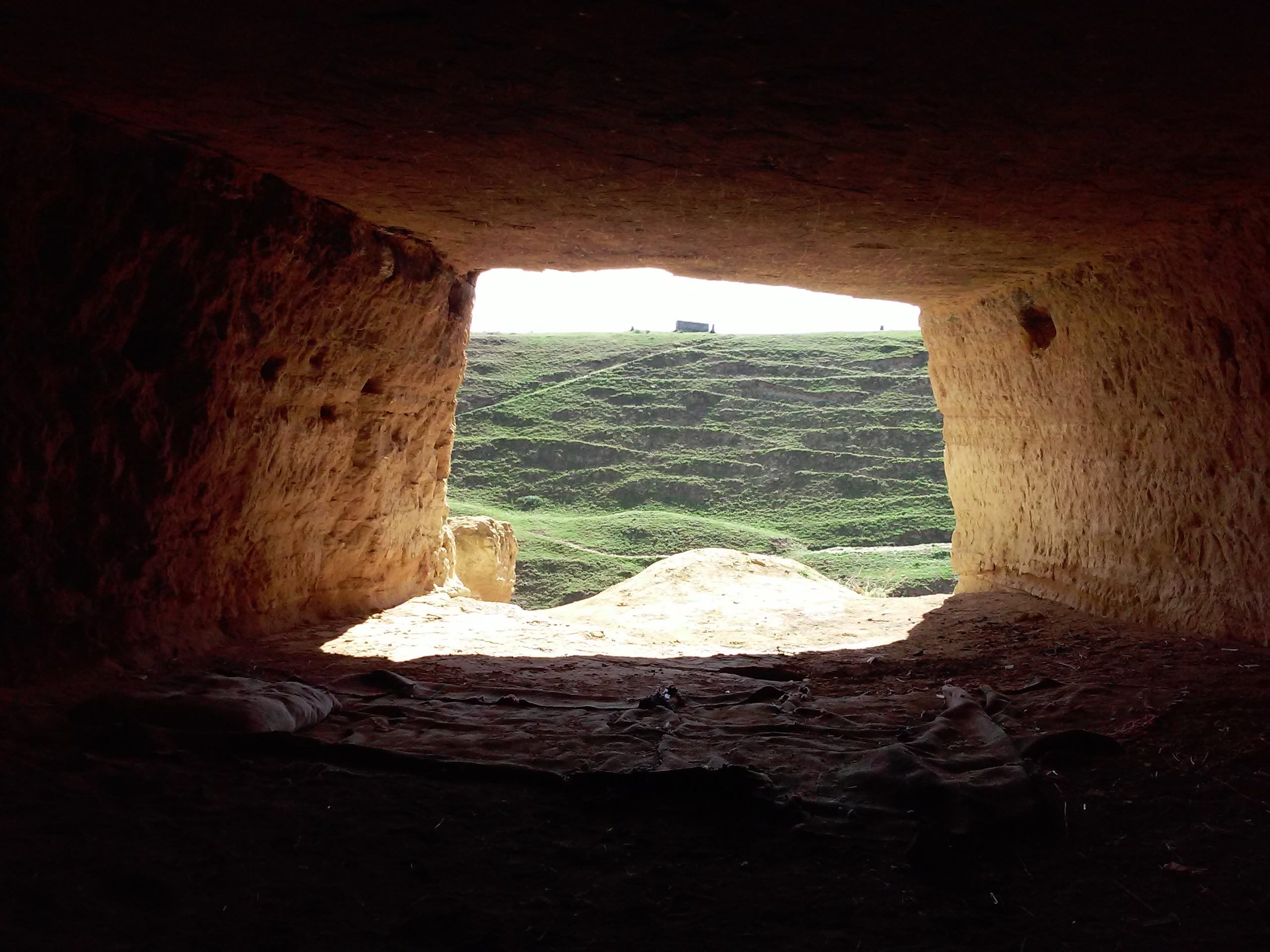
Пещера Маразы
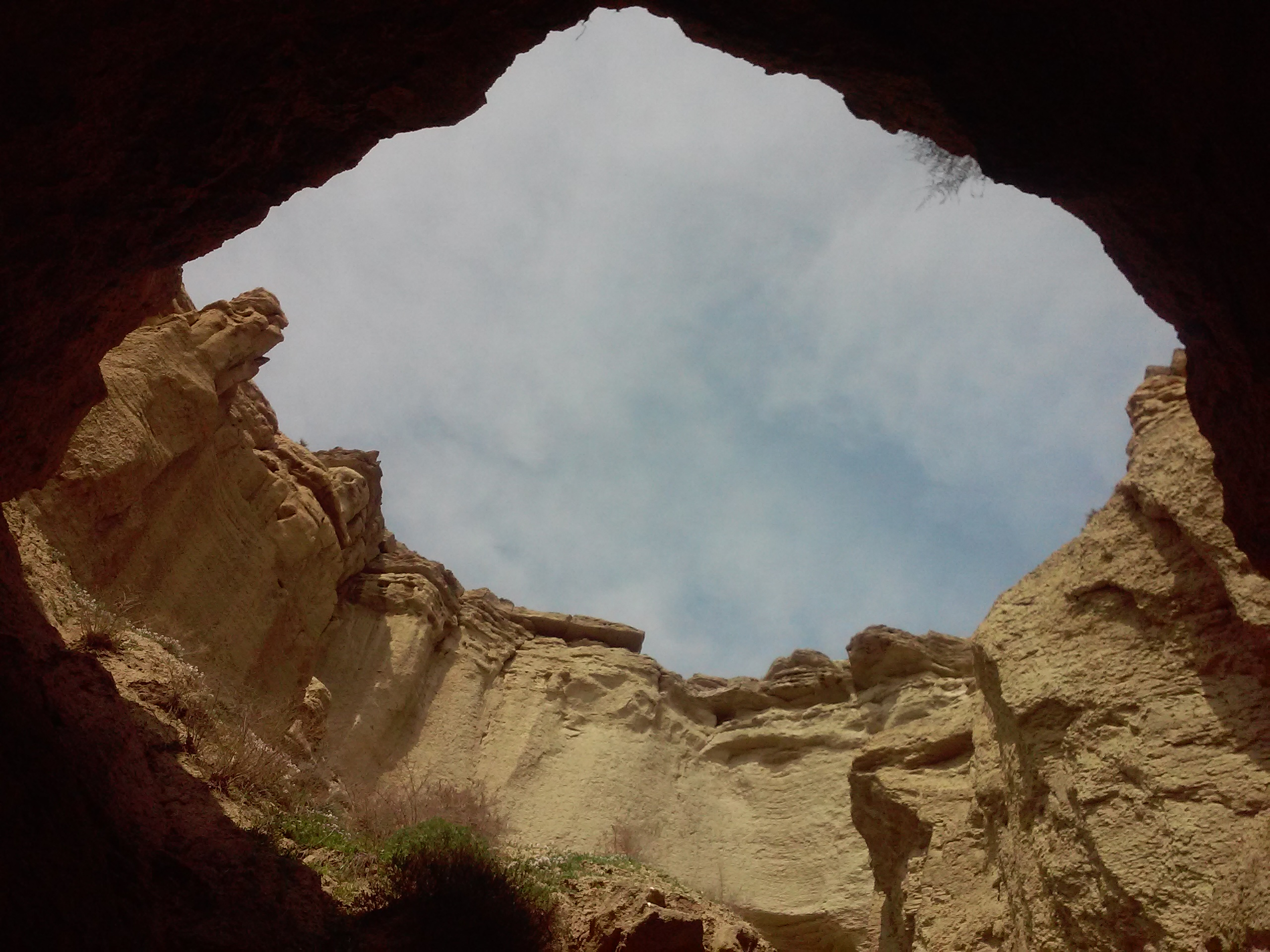
Вход в карстовые пещеры в Карадагский район
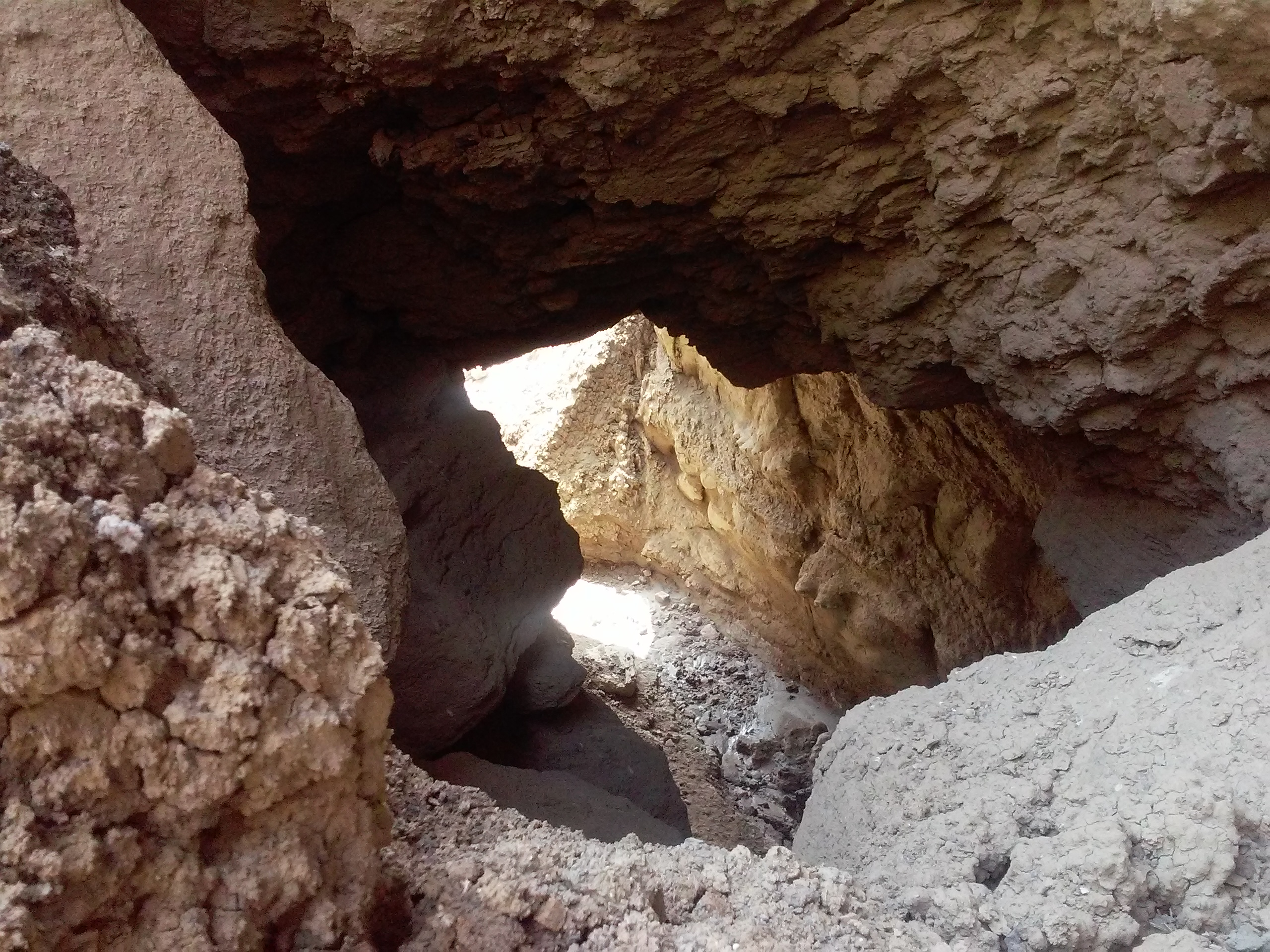
Формирование пещеры в Карадагский район

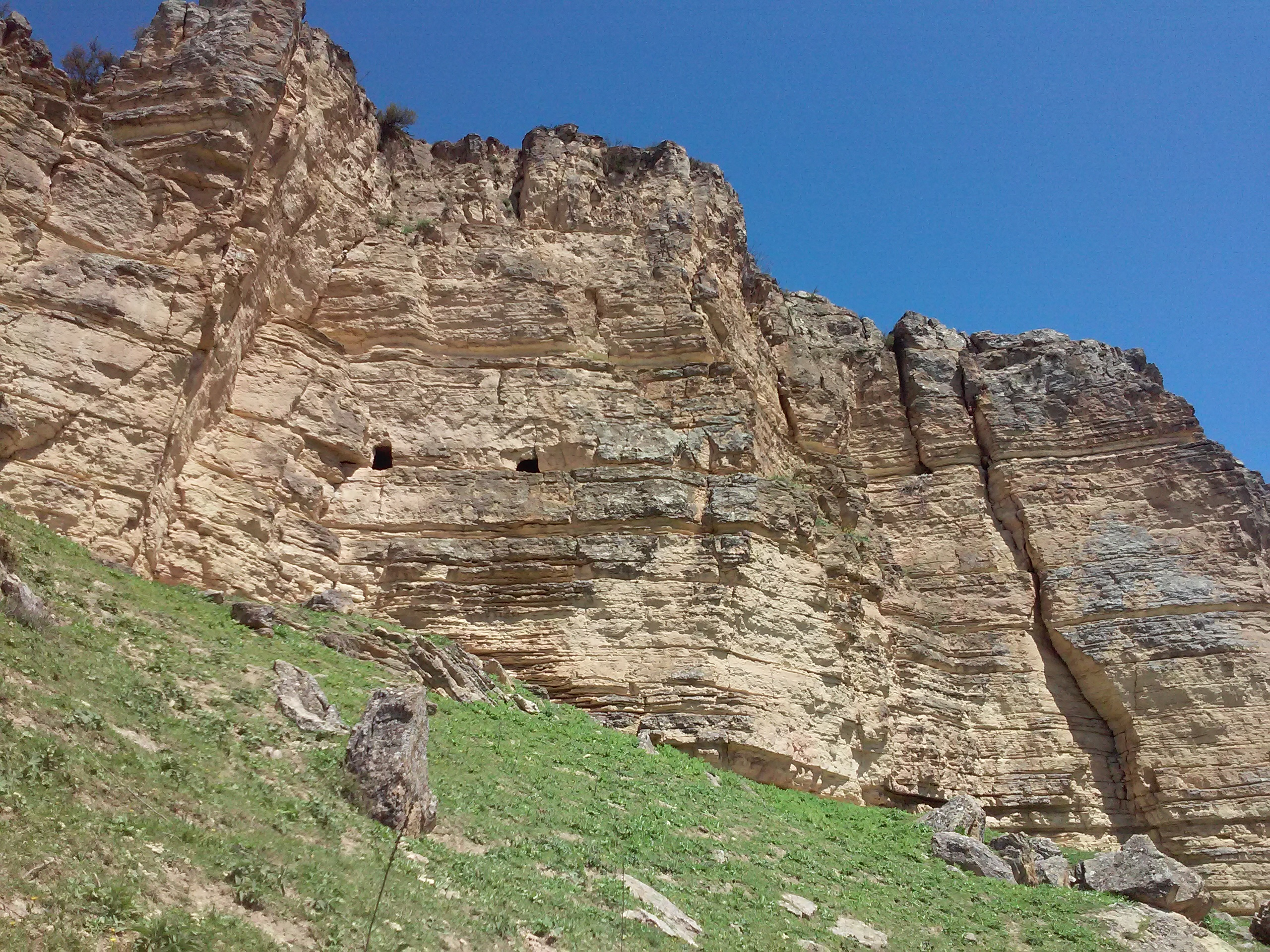
Вид на пещеру в Гобустанский район